# 280.
280. je deveto desetletje v 3. stoletju med letoma 280 in 289. 